# Enrique Gil Gilbert
Enrique Gil Gilbert (Guayaquil, 8 de julio de 1912-Ibídem, 21 de febrero de 1973) fue un político y escritor ecuatoriano, miembro del Grupo de Guayaquil. Su obra corresponde al género del realismo literario y explora principalmente la vida del pueblo montubio y del proletariado en las ciudades.
Entre sus obras más destacadas se encuentra la novela Nuestro pan y relatos como El negro Santander y El malo, este último incluido en el libro Los que se van.

## Biografía
Enrique Gil Gilbert nació el 8 de julio de 1912 en Guayaquil, provincia de Guayas, hijo de Enrique Gil Quezada y de Mercedes Gilbert Pontón. Realizó parte de sus estudios secundarios en el Colegio Vicente Rocafuerte, posteriormente se mudó a Riobamba y finalizó la secundaria en el Colegio Pedro Vicente Maldonado.
En su personalidad ya estaba innato el gusto hacia la literatura lo que lo llevó  a realizar amistad con varios intelectuales de su época  es ahí cuando inicia una estrecha amistad con Joaquín Gallegos Lara y Demetrio Aguilera Malta. Fue miembro del Partido Comunista del Ecuador junto a Pedro Saad.

### Trayectoria literaria

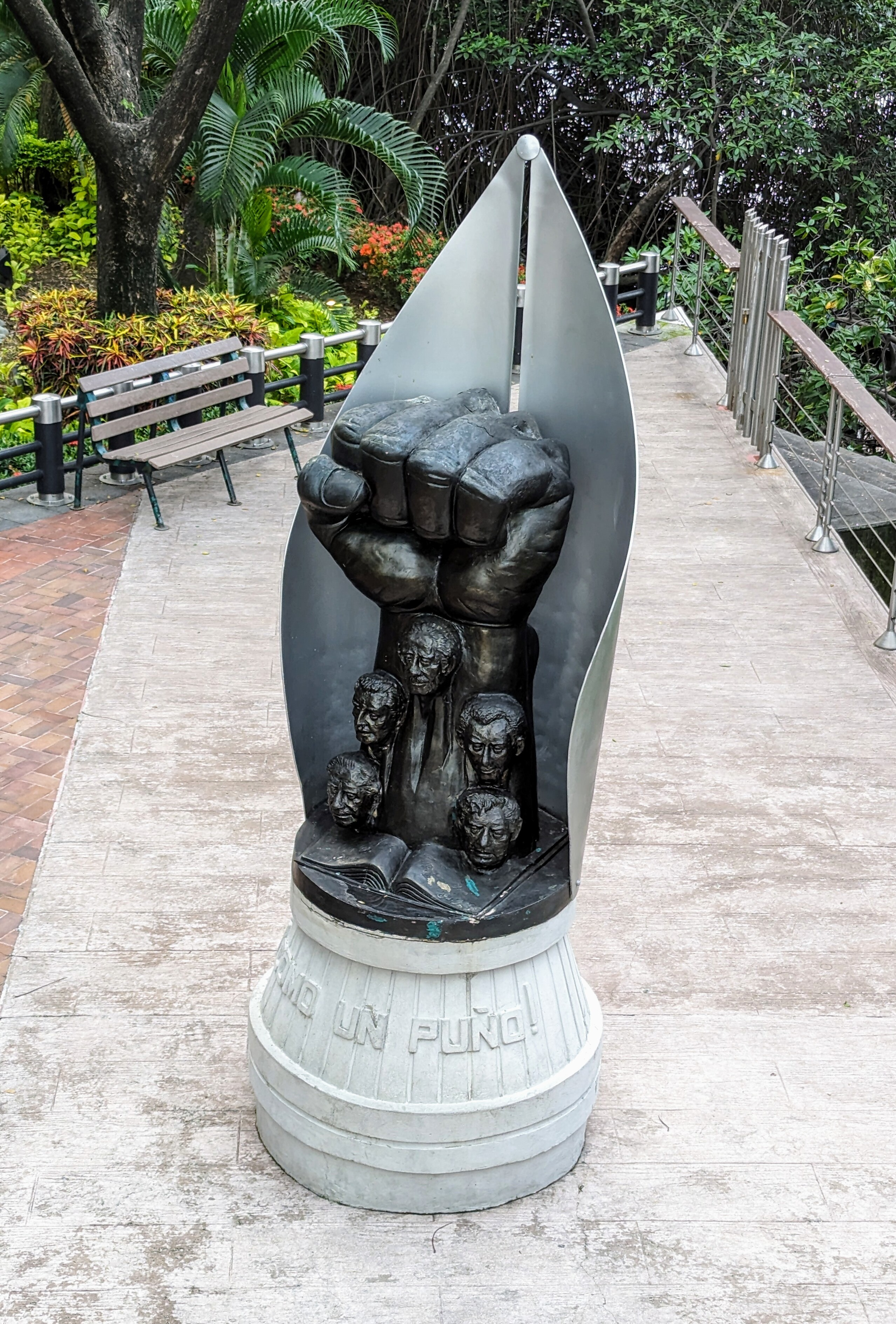
Monumento al Grupo de Guayaquil en el Malecón del Salado

Perteneció al Grupo de Guayaquil, también conocidos como los cinco como un puño, junto a Alfredo Pareja Diezcanseco, Demetrio Aguilera Malta, José de la Cuadra, Joaquín Gallegos Lara. En 1930, cuando apenas contaba con 18 años, publicó junto a Aguilera Malta y Gallegos Lara su primer libro, la colección de cuentos Los que se van: cuentos del cholo i del montuvio, con el que se inició la etapa del realismo en el Ecuador. El libro incluyó ocho cuentos de Gil Gilbert: El malo, Por guardar el secreto, La blanca de los ojos color de luna, ¡Lo que son las cosas!, Juan der Diablo, Montaña adentro, Tren y Mardecido llanto.
En 1933 publicó en Guayaquil la colección de cuentos Yunga (Editorial Trópico), escrita entre 1931 y 1932 y que se enmarca al igual que sus relatos anteriores en el género realista. El libro cuenta con cinco relatos, entre los que destaca El negro Santander, en el que recuenta la explotación de los trabajadores durante la construcción de las vías del Ferrocarril Transandino del Ecuador.
Su siguiente obra fue la novela corta Relatos de Emmanuel, publicada en 1939 en Guayaquil por la Editorial Noticia. Considerada la obra menos política de Gil Gilbert, la trama recuenta las divagaciones internas de un muchacho burgués. Entre las opiniones positivas que recibió la obra se cuenta la de Miguel Donoso Pareja, que la consideraba la mejor obra del autor, además de aseverar que representaba un "salto cualitativo excepcional" en relación con sus obras anteriores. Benjamín Carrión, por su lado, se refirió al libro como "un tema universal de realización perfecta".

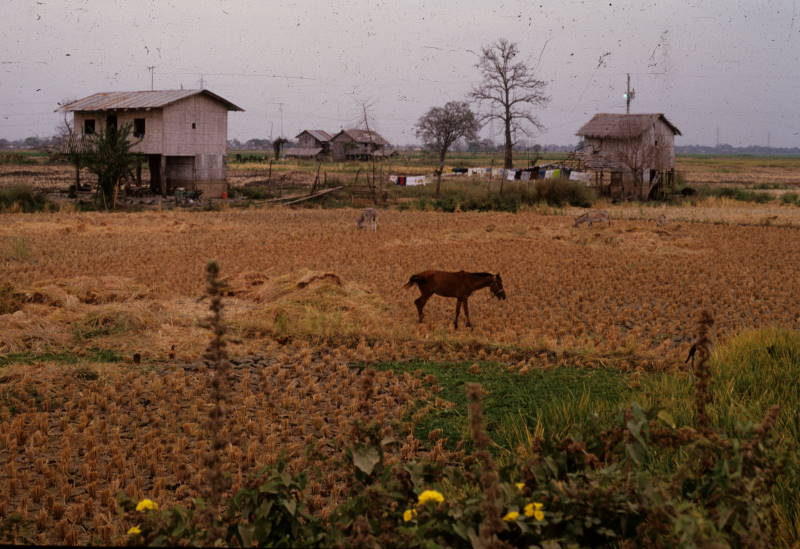
Paisaje en el campo del litoral ecuatoriano en la cuenca del Río Guayas, donde se desarrollaría parte de su narrativa.

En 1941 obtuvo el segundo lugar en el concurso de novelas latinoamericanas organizado por la editorial estadounidense Farrar y Rinehart por su libro Nuestro pan. La novela fue publicada al año siguiente en Guayaquil por la Editorial Vera & Cía. La trama de la novela, considerada la obra más importante de Gil Gilbert, gira alrededor del proceso de siembra, cosecha y venta del arroz, presentando los vaivenes y decepciones que sufren los trabajadores a manos de la codicia y explotación del dueño de la plantación.
En años posteriores Gil Gilbert anunció que trabajaba en algunas novelas adicionales, entre ellas: El triángulo azul, Las casas que guardan secretos e Historia de una inmensa piel de cocodrilo. Sin embargo, debido a las persecuciones que sufrió por su activismo político, las obras no fueron terminadas y los originales se perdieron. De todas ellas, solo logró ser conservado el primer capítulo de Historia de una inmensa piel de cocodrilo, que fue publicado en la revista Letras del Ecuador.

### Incursión en la política
Desde el año de 1932 inició una exhaustiva militancia que no abandonaría jamás lo cual produjo varias persecuciones y prisiones como la de 1935 en la dictadura del ingeniero Federico Páez, también la dictadura del doctor José María Velasco Ibarra en el año de 1946, el Gobierno Constitucional del Dr. Camilo Ponce Enríquez en el año de 1959.
Estuvo afiliado al Partido Comunista del Ecuador, junto al que participó en la revolución del 28 de mayo de 1944 en que se derrocó al presidente Carlos Arroyo del Río. Posteriormente fue miembro de la comisión de redacción de la Constitución de Ecuador de 1945. También fue diputado en los años 1944, 1945, 1947 y 1948, además de haber integrado el Tribunal de Garantías Constitucionales y el Consejo Mundial de la Paz.
En 1944 fue nombrado Diputado a la asamblea nacional constituyente en Guayaquil, la cual fue célebre por varias persecuciones que se desató en contra de los funcionarios de gobierno interior. En el mes de noviembre de 1946 fue participante del comité central del partido comunista ecuatoriano.
En 1949 ocupó la Secretaría General del Comité Provincial del Guayas de Partido Comunista Ecuatoriano.

### Vida posterior
En 1967 publicó en Guayaquil su último libro de narrativa, la colección de cuentos La cabeza de un niño en un tacho de basura (Editorial Claridad), poniendo fin a un hiato de más de dos décadas después de haber publicado en 1942 Nuestro pan, su anterior obra. Este libro, poblado de narraciones con un marcado tinte político, incluyó los siguientes cuentos: El malo (incluido originalmente en Los que se van), El camión, De por qué el perro tiene la lengua muy larga y el lagarto la tiene corta, Dos niños jugaron al racimo de guineo, Una pesadilla del señor Alcalde, nada más y La cabeza de un niño de un tacho de basura.
En sus últimos años escribió además dos obras teatrales:  Farsa (1970) y La sangre, las velas y el asfalto (1973), ambas también con una notoria tendencia política.
Falleció el 21 de febrero de 1973. Sus restos reposan en el Cementerio General de Guayaquil.

## Matrimonio y descendencia
Estuvo casado con Alba Calderón Zatizábal, pintora y revolucionaria esmeraldeña, fundadora del movimiento feminista para el reconocimiento del derecho de las mujeres en el Ecuador.[cita requerida] Procrearon dos hijos:
- Enrique Gil Calderón, director coral.[cita requerida]
- Antonio Gil Calderón, médico y hombre de negocios.[cita requerida]

## Obras

### Cuentos
- Los que se van (1930), junto a Demetrio Aguilera y Joaquín Gallegos Lara
- Yunga (1933), incluye el cuento El negro Santander
- La cabeza de un niño en un tacho de basura (1967)

### Novelas
- Relatos de Emmanuel (1939)
- Nuestro pan (1942)

### Teatro
- Farsa (1970)
- La sangre, las velas y el asfalto (1973)

## Valoración de su obra literaria
Él es un maestro evocando estados internos, basándose en escenas cinematográficas donde arrastra al lector a un mundo imaginario y creativo del cuento.
Sobre este destacado autor, el crítico Galo René Pérez, subraya lo siguiente:

"La plenitud del talento de Gilbert se dejó admirar por fin en el trienio de 1939 a 1942, con la publicación de sus dos novelas: Relatos de Emmanuel y Nuestro pan. Esta última alcanzó resonancia internacional, pues conquistó el segundo premio en el concurso latinoamericano convocado por la Editorial Farrar and Rinehart de Nueva York en 1940, a través de la antigua División de Cooperación Intelectual de la Unión Panamericana. El primer puesto lo obtuvo la celebrada novela El mundo es ancho y ajeno, de Ciro Alegría.

Abundan las razones que explican el éxito de las páginas de Gilbert. Sin embargo la crítica continental no se ha interesado en conocerlas de veras, y solo las ha comentado vagamente, repitiendo casi siempre juicios confusos y discutibles."

[cita requerida]